# Ивеницкий, Авром
Авром Ивеницкий (1892, Зетл, Гродненская губерния — 1943, Варшава) — еврейский публицист, переводчик, корректор, педагог.

## Биография
Родился в местечке Зетл (ныне Дятлово, Гродненская область, Белоруссия). Получил традиционное еврейское религиозное образование в хедере и в русской школе. В 1911 работал корректором в русском издательстве в Варшаве, в 1912 году был в Одессе.
После начала Первой мировой войны в 1914 был призван в армию, был девять месяцев на фронте, затем в австрийском плену. В конце 1918 вернулся в Зетл. В 1921 переехал в Вильно, был сотрудником газеты «Вильнер тог» и одновременно учился на зубного врача.
В 1923 в Вильно была издана его первая книга «Вен ди вегн крейцн зих ибер» («Когда дороги скрещиваются») — дневник еврейского военнопленного, где также описывалась жизнь евреев Хорватии. В 1924 жил в Варшаве, принимал участие в работе организации Керен ха-Йесод. Печатал в варшавских еврейских изданиях новеллы, рецензии на книги, хронику.
В 1926 перевёл «Приключения Оливера Твиста» Чарльза Диккенса, а в 1928 — «Последняя радость» Кнута Гамсуна. Возглавлял еврейскую общину родного города. Работал учителем в Дятлово от организации «ЦИШО» («Центральная еврейская школьная организация»).
В 1943 году был убит нацистами в Варшаве.